# Marti Palacios
Domingo Marti Palacios Caro (Talca, 20 de diciembre de 1940) es un músico chileno, que principalmente se destaca como trompetista, arreglista y director musical, además de ser el fundador y líder histórico de la Sonora Palacios, una de las agrupaciones pioneras de la cumbia chilena desde principios de los años 1960. Bajo su dirección e innovadores arreglos, la banda ayudó a establecer la cumbia como ritmo emblemático en bailes y festividades nacionales, siendo reconocido como el creador del subgénero denominado "cumbia chilena".

## Biografía
Nacido en Talca, Región del Maule, Chile. Peteneció a una familia también de origen talquino con 14 hermanos. Su interés musical nació con su padre, un mueblista y constructor de instrumentos caseros. Se formó inicialmente como violinista en el Conservatorio Nacional de la Universidad de Chile antes de transitar hacia la música popular y fundar su propia orquesta tropical.

## Carrera
A comienzos de los años 1960 fundó la Sonora Palacios, creando un nuevo estilo de cumbia con bronces, piano y arreglos adaptados al público chileno; fue la primera banda local dedicada exclusivamente a la cumbia, estilo que evolucionó hacia la identidad de la “Sonora chilena”.
En el año 2006, también fue parte de la creación de La Gran Sonora de Chile, una agrupación que reunió a músicos tanto de La Sonora Palacios, como los músicos de La Sonora De Tommy Rey, para difundir y preservar el legado de la cumbia chilena en el XLVII Festival Internacional de la Canción de Viña del Mar.

## Reconocimientos
- Sello Cultura, del Consejo de la Cultura – en reconocimiento a 50 años de trayectoria (2013).[1]
- Premio Altazor — Mejor Álbum Tropical por 50 Años En Vivo (2013).
- Premio a la Música Nacional Presidente de la República en categoría Popular (2013).[1]
- Hijo Ilustre de la comuna de Quinta Normal (2014). [5]
- Antorchas y Gaviotas de Plata y Oro en el Festival de Viña del Mar, en distintas épocas (1989, 2005, 2006 y 2013).[3] [6]
- Nombrado Socio Benemérito de la Sociedad Chilena del Derecho de Autor (SCD) en 2025.[7]

## Fundación Marti Palacios
En junio de 2024, la Fundación Marti Palacios —bajo el alero de la histórica agrupación— inauguró la Escuela de Música Popular Marti Palacios en la Casona Dubois de Quinta Normal. El objetivo es ofrecer educación musical gratuita a jóvenes y adultos en teoría, canto e instrumento, promoviendo el legado cultural y formativo de Palacios en su comuna natal.  
Las clases comenzaron con grupos pequeños y la meta es expandir la matrícula, realizar intercambios culturales e incluso montar una orquesta popular como muestra de los avances educativos.

## Estado de salud reciente
En febrero de 2025, Palacios —a sus 84 años— fue hospitalizado en la Clínica Indisa tras sufrir una trombosis venosa profunda bilateral. La agrupación informó que se encuentra bajo tratamiento y monitoreo médico, y solicitó respeto y apoyo a sus seguidores.

## Legado
Considerado creador de la cumbia chilena, Palacios combina sensibilidad arreglística, liderazgo musical e impulso cultural. La Sonora Palacios se consolidó como referente del género en Chile, con alcance internacional y un legado sostenido por generaciones.
La versión de la Sonora Palacios de «Un año más» (1979) se convirtió en un himno para las celebraciones de Año Nuevo en Chile, debido a los arreglos de trompeta del principio creados por Marti Palacios.